# Águas Lindas
Águas Lindas é um bairro que possui partes de Belém e de Ananindeua, está localizado no km 5 da BR-316, possui várias áreas como: correios, Palmeiras do Açaí, Porta do Sol,  Olga Benário, Conjuntos verdejantes 1,2,3,4 e Jardim Nova Vida.
Ruas Principais: Osvaldo Cruz, Osvaldão, Carlos Prestes e Amazonas.

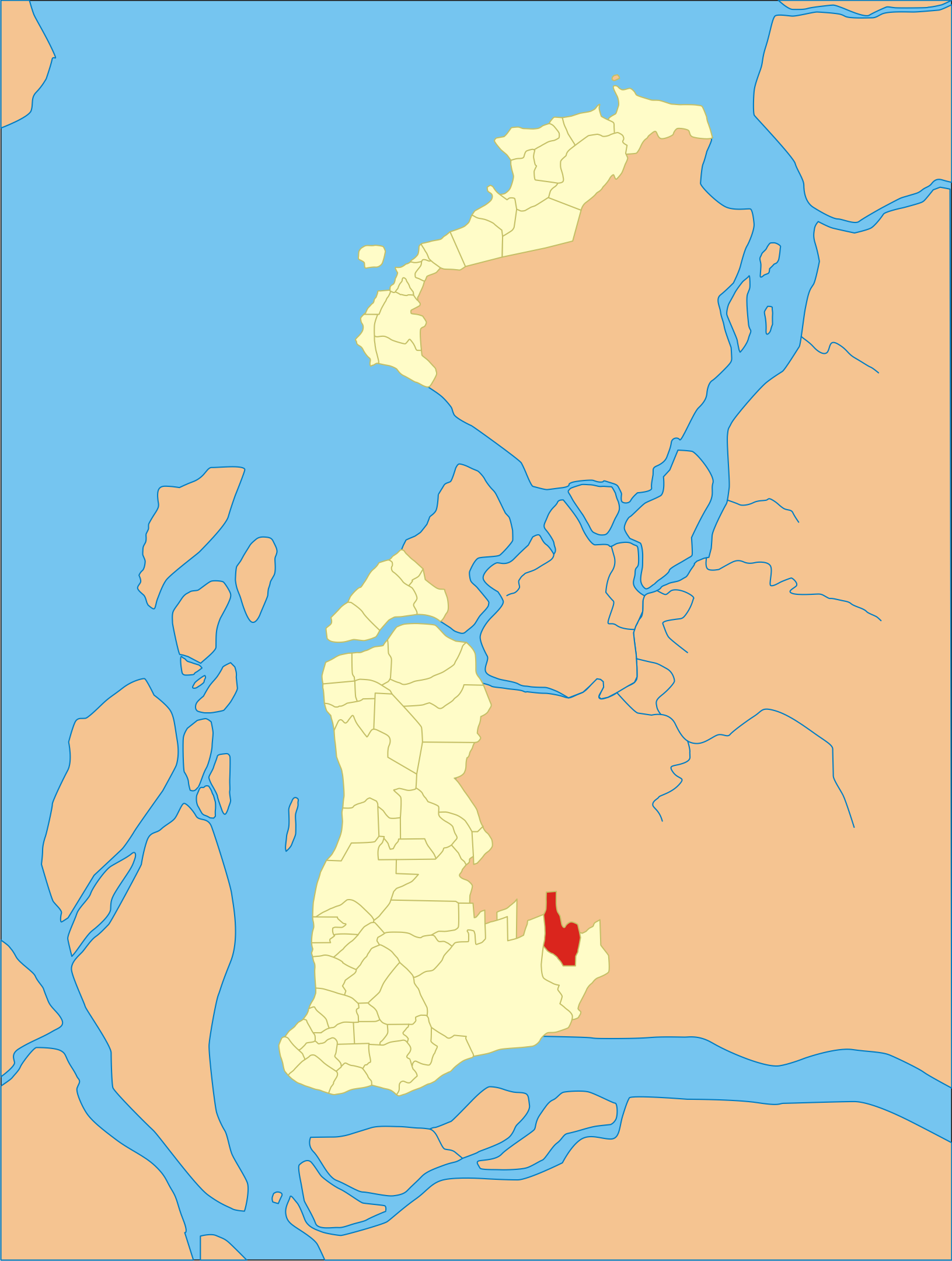
Localização do bairro Águas Lindas em Belém do Pará.

Fica localizado próximo ao Parque Ambiental do Utinga. Possui campos de futebol que servem para lazer.
Está no limite entre os municípios de Belém e Ananindeua pela posse do bairro. Nas proximidades do bairro está o extinto Lixão do Aurá, e na entrada estão condomínios luxuosos, bem como grandes empresas.